# Konsttriangeln

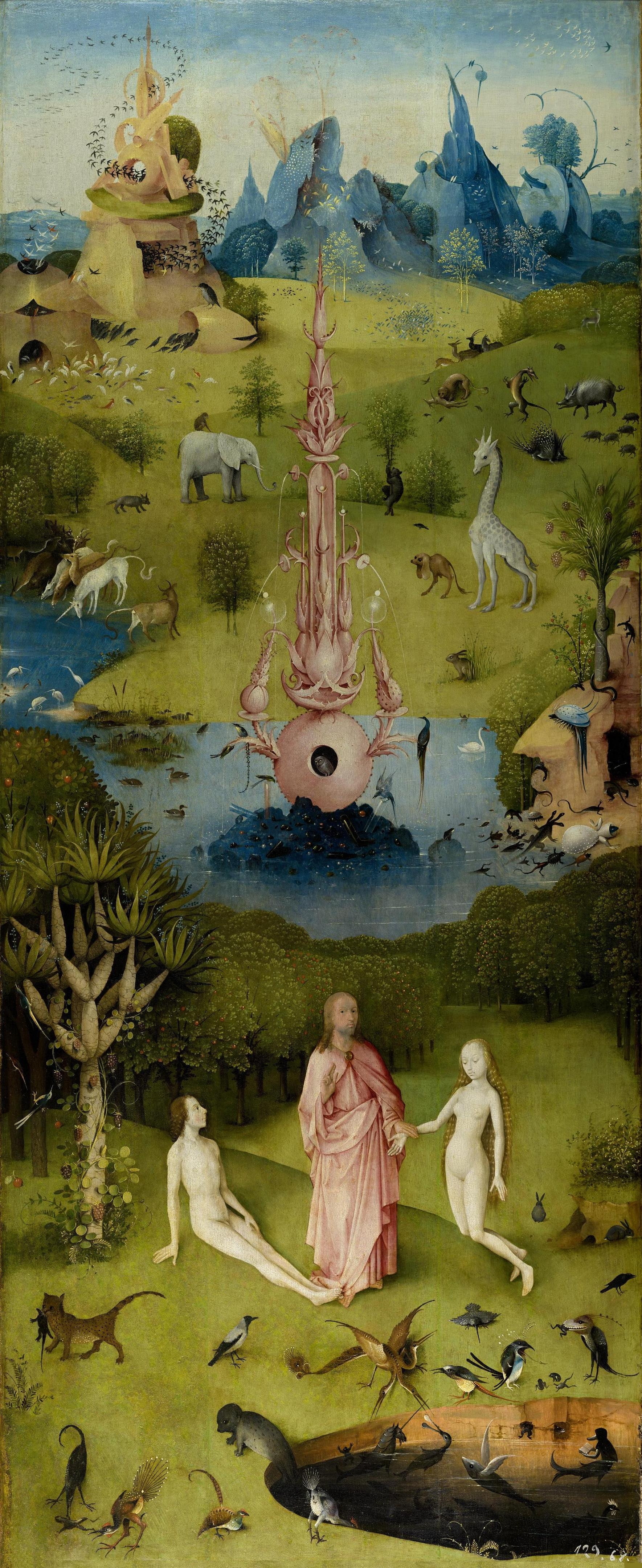
Verk av El Bosco i Museo del Prado.

Konsttriangeln (på spanska Triángulo del Arte eller Triángulo de Oro) kallas den grupp museer i Madrid som ligger inom den zon som bildas av Paseo del Prado, den gamla boulevarden som utgör gränsen mellan stadens gamla stadskärna och Retiroparken. De tre hörnen i triangeln är Museo del Prado, Museo Thyssen-Bornemisza och Museo Reina Sofía, som tillsammans drog till sig 5,3 miljoner besökande 2008. 2021 skrevs området upp på Unescos världsarvslista.
Museer som befinner sig inom eller alldeles intill Konsttriangeln:
- 1 Museo Nacional del Prado (Pradomuseet)
- 2 Museo Nacional Centro de Arte Reina Sofía (Museo Reina Sofía)
- 3 Museo Thyssen-Bornemisza
- 4 Museo Arqueológico Nacional
- 5 Spaniens nationalbibliotek och Museo del Libro
- 6 Museo de la Real Academia de Bellas Artes de San Fernando
- 7 Museo Nacional de Artes Decorativas
- 8 Museo Naval de Madrid
- 9 Museo Nacional de Antropología
- 10 Casa de América
- 11 Casa-Museo de Lope de Vega
- 12 La casa encendida
- 13 CaixaForum Madrid
- 14 Museo de cera de Madrid

Konsttriangeln är även en årlig konstrunda i Trosa kommun där konstnärer med olika medier och tekniker ställer ut sina verk i regionen Trosa-Västerljung-Vagnhärad. Området skapar en triangel varifrån namnet Konsttriangeln härrör. De deltagande konstnärerna skall ha någon form av anknytning till regionen, vara bofasta, ha bott där eller ha anhöriga som bor i regionen.